# Sud Express
De Sud Express is op 5 november 1887 geïntroduceerd door de Compagnie Internationale des Wagons-Lits als treinverbinding tussen Parijs, Madrid en Lissabon.

## CIWL
De oprichters van CIWL wilden een rechtstreekse treindienst opzetten tussen Sint-Petersburg en Lissabon, de Nord-Sud Express, om aldaar aansluiting te bieden op de stoomschepen naar Amerika. Het zuidelijke deel van Parijs naar Lissabon ging als eerste van start. Het noordelijke deel volgde op 9 mei 1896 als Nord Express. Londen had aansluiting op de Sud Express door aansluitende treinen tussen Calais en Parijs. In Parijs was er vanaf 9 mei 1896
een aansluiting op de Nord Express met een overstaptijd van ongeveer drie uur op het Gare du Nord. Deze samengestelde treindienst leverde een voor die tijd snelle, doch comfortabele, reismogelijkheid door Europa. De trein reed tot de Frans/Spaanse grens waar de reizigers, in verband met verschillende spoorwijdten, moesten overstappen. In Spanje reed de trein tussen de grens en Medina del Campo met Spaanse en Portugese rijtuigen. In Medina del Campo werd de trein gesplitst/samengevoegd. 1 Slaaprijtuig en 1 bagagewagen reden samen met een Portugees restauratierijtuig tussen Medina del Campo en Lissabon. De rest van de trein reed tussen Medina del Campo en Madrid. Bij het samenvoegen bleef het Portugeese restauratierijtuig achter in Medina del Campo om met de tegenligger weer terug te gaan. Na de introductie van de Nord Express werd de trein naar Madrid volgens een eigen dienstregeling gereden en de trein naar Lissabon in aansluiting op de Nord Express. De trein tussen Parijs en Madrid vertrok op maandag en vrijdag uit Parijs en op donderdag en zondag uit Madrid. De trein tussen Parijs en Portugal vertrok op woensdag en zaterdag uit Parijs en op dinsdag en vrijdag uit Portugal.

### Route en Dienstregeling
De dienstregeling van 1899
| PM    | PO    | PL    | land      | station          | km | LP    | OP    | MP    |
| ----- | ----- | ----- | --------- | ---------------- | -- | ----- | ----- | ----- |
| 19:30 |       | 19:30 | Frankrijk | Paris Nord       |    | 10:23 |       | 20:28 |
| 20:25 |       | 20:23 | Frankrijk | Paris d'Orsay    |    | 09:28 |       | 19:20 |
| 03:15 |       | 02:05 | Frankrijk | Bordeaux         |    | 02:05 |       | 11:54 |
| ↓     |       | ↓     | Frankrijk | Dax              |    | ↑     |       | 10:04 |
| 05:36 |       | ↓     | Frankrijk | Bayonne          |    | ↑     |       | 09:32 |
| 05:48 |       | 06:58 | Frankrijk | Biarritz         |    | 23:24 |       | 09:15 |
| ↓     |       | ↓     | Frankrijk | Hendaye          |    | 22:56 |       | 08:51 |
| 08:38 |       | 08:30 | Spanje    | Irun             |    | ↑     |       | ↑     |
| 08:54 |       | 08:54 | Spanje    | San Sebastian    |    | 20:54 |       | 02:30 |
| ↓     |       | 09:20 | Spanje    | Zumarraga        |    | 15:55 |       | ↑     |
| 10:53 |       | 10:51 | Spanje    | Miranda del Ebro |    | ↑     |       | ↑     |
| 12:56 |       | 12:38 | Spanje    | Burgos           |    | 14:12 |       | 01:12 |
| ↓     |       | ↓     | Spanje    | Venta de Baños   |    | ↑     |       | 23:30 |
| ↓     |       | 16:27 | Spanje    | Medina del Campo |    | 11:15 |       | ↑     |
| 21:25 |       | ↓     | Spanje    | Madrid           |    | ↑     |       | 16:00 |
|       |       | 18:25 | Spanje    | Salamanca        |    | 09:05 |       |       |
|       |       | 02:25 | Portugal  | Pampilhosa       |    | 23:28 |       |       |
|       | 04:10 | 02:30 | Portugal  | Pampilhosa       |    | 23:22 | 21:55 |       |
|       | ↓     | 07:27 | Portugal  | Lissabon         |    | 20:45 | ↑     |       |
|       | 07:25 |       | Portugal  | Oporto           |    |       | 19:25 |       |

## Oorlogstijd
Het Franse deel van het traject verviel in 1914 door het uitbreken van de Eerste Wereldoorlog, in Spanje en Portugal werd de treindienst gewoon voortgezet. Het Franse deel kwam pas op 29 oktober 1921 weer in de dienstregeling. Op 26 augustus 1928 reed een Pullmantrein met de naam Sud Express voor het eerst op het deeltraject Parijs-Biarritz. Vanaf 22 mei 1932 werd de Pullmantrein uitgebreid met 2e klas rijtuigen. Tijdens de Spaanse Burgeroorlog bleef alleen de trein naar Portugal in bedrijf. Tussen Salamanca en Frankrijk wisselde de route regelmatig om de gevechtshandelingen te vermijden. In de Tweede Wereldoorlog verviel het Franse deel opnieuw. Na 1939 zijn in Spanje en Portugal gewone D-trein rijtuigen ingezet in plaats van de luxe CIWL rijtuigen.

## Na 1947

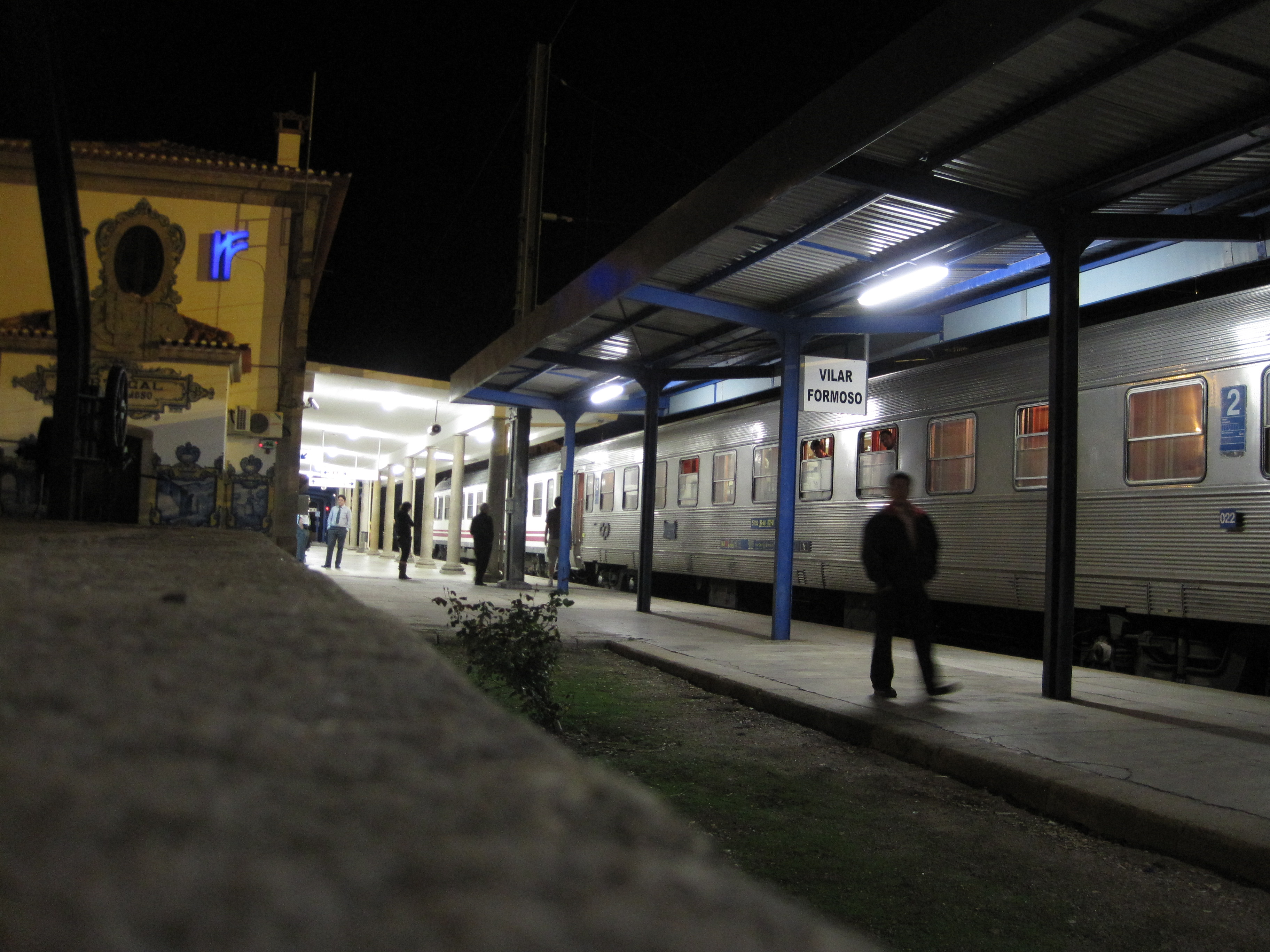
Sud Expresso op de Spaans-Portugese grens
oktober 2009

In 1947 kwam het Franse deel weer in de dienstregeling maar de reizigers moesten nog steeds overstappen aan de grens. In 1969 werd het idee uit 1884, van CIWL oprichter Georges Nagelmaekers, om de draaistellen van de trein aan de grens te wisselen eindelijk gerealiseerd. De dienst naar Madrid werd vanaf toen gereden onder de eigen naam Puerta del Sol zonder dat reizigers aan de grens moeten overstappen. De Sud Express verzorgt sindsdien alleen de verbinding met Portugal met in Irun een aansluiting op een Spaanse binnenlandse trein naar Madrid. Op 29 mei 1994 is de TGV tussen Parijs en Hendaye in gebruik genomen. De Puerta del Sol is toen opgeheven en de Sud Express ingekort tot het Iberische deel van het traject. De Portugese spoorwegen verzorgen sindsdien de dienst als Sud Expresso tussen Hendaye en Portugal met een directe aansluiting op de TGV's van en naar Parijs. Op 28 maart 2010 zijn de rijtuigen vervangen door Talgo VI Trenhotel materieel.

## Einde
Sinds 2017 reden de Frranse TGV's niet meer door van Hendaye naar Irun en moesten de reizigers in de richting Spanje en Portugal tussen de beide stations gebruik maken van een bus of de Topo. Om dit te ondervangen begon de Sud Express sinds 2018 in Hendaye in plaats van in Irun. De trein werd echter in 2020 opgeheven als gevolg van de coronapandemie en nooit meer hersteld.